# Efecte Mandelbaum
L'efecte Mandelbaum consisteix en la tendència que té l'ull d´enfocar a prop en condicions de baixa visibilitat. Va ser codificat per primera vegada per J. Mandelbaum el 1960.
Com que els vidres bruts poden agreujar l'efecte, podent fer que un pilot o conductor no vegi un obstacle o un perill, és un argument de seguretat fort per mantenir netes les finestres.

## Discussió
Quan la visibilitat és pobra, com per exemple, a la nit durant les tempestes, la pluja o la boira, l'ull tendeix a relaxar-se i centrar-se en la seva millor distància, coneguda com a "camp buit" o "enfocament fosc", que sol ser de gairebé un metre (una iarda), però varia considerablement entre les persones. Aquesta tendència és agreujada pels objectes propers a l'ull, que apropen l'enfocament.
Hem demostrat que l'efecte Mandelbaum no és un error refractiu en el sentit habitual. És a dir, no és una característica estructural dels ulls, però l'efecte sorgeix de variacions normals de la percepció al cervell.
A cada persona afecta d'una manera diferent aquest efecte i algunes persones es veuen molt afectades per l'efecte, d'altres lleument i d'altres no els afecta directament (igual que passa en el cas de la desorientació espacial).
A la investigació de l'aviació i la seguretat de l'automòbil, l'efecte Mandelbaum és una eina útil per determinar el biaix en condicions estressants. Sembla que hi ha patrons consistents en les percepcions dels pilots i els conductors durant la mala visibilitat. Per això, per a FAA i Transport_Canada un sinònim comú d'aquest efecte és "miopia de camp buit".

Els mètodes de compensació per l'efecte Mandelbaum encara estan subjectes a la recerca.

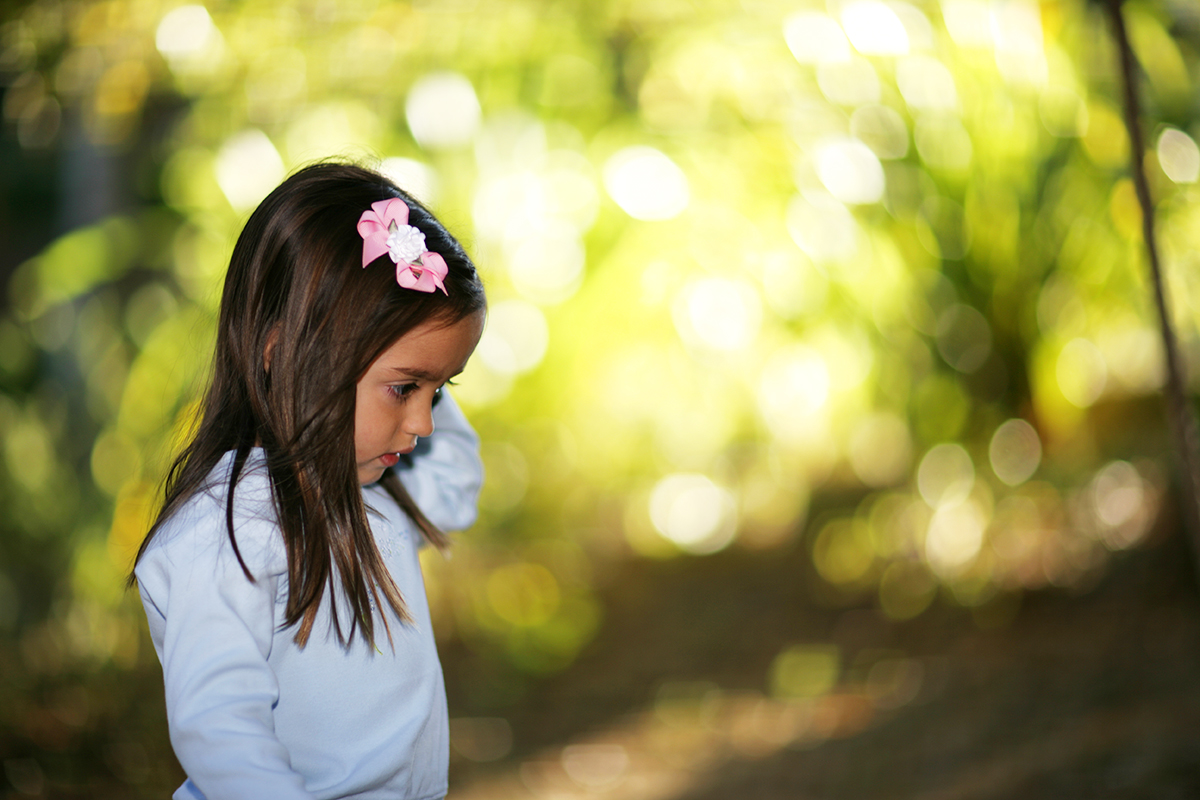
Efecte Bokeh en una fotografia que simula l'efecte Mandelbaum de l'ull.

## En la fotografia
Aquest mateix efecte es pot veure reflectit d'una manera similar a través de la lent de la càmera en fotografies i vídeos a l'efecte Bokeh, per exemple, per l'efecte de la profunditat de camp, l'obertura del diafragma (o número f/), la distància entre la lent i l'objecte en primer terme (distància d'enfocament) entre d'altres. Doncs tot això, es podria fer un paral·lelisme aplicat a l'efecte Mandelbaum amb l'ull, la brutícia del vidre o objecte proper, ja que el resultat és el mateix, l'enfocament del primer pla i el desenfocament del “fons”.
Així, doncs, l'efecte bokeh consisteix a enfocar perfectament l'objecte en primer terme, elimina la profunditat de camp i fa que el fons no es vegi nítid sinó desenfocat creant la sensació que sembla com a confeti.